# Pizarra
Pizarra er en by og kommune i det sydlige Spanien i provinsen Málaga. Den har et indbyggertal på 10.177 (2024) indbyggere.